# Masonski hram
Masonski hram (engl. Masonic Temple) ili masonska dvorana (Masonic Hall) unutar slobodnog zidarstva označava prostoriju ili zgradu u kojoj se sastaju članovi masonske lože. Pored toga, izraz "masonski hram" može se odnositi na apstraktni duhovni cilj, odnosno simbolički prostor okupljanja unutar ritualnog okvira.
Masonski hramovi, u svojoj osnovnoj funkciji, služe kao prostor za sastanke jedne ili više loža i tijela, ali često imaju i mnoge druge namjene. Manji hramovi obično se sastoje od jedne sobe za sastanke te kuhinje i blagovaonice. S druge strane, veći masonski hramovi mogu imati više prostorija za sastanke, koncertne dvorane, knjižnice i muzeje. Također, mnogi od njih uključuju nemasonske komercijalne ili uredske prostore, čime dodatno proširuju svoju funkcionalnost.
Kada su slobodni zidari prvi put počeli graditi namjenske objekte za svoje aktivnosti, izraz koji se najčešće koristio bio je "masonska dvorana". Međutim, sredinom 19. stoljeća, veće masonske dvorane u većim gradovima počele su nositi naziv "masonski hram". Kako je vrijeme odmicalo, sve više zgrada diljem Sjedinjenih Država preuzimalo je naziv "masonski hram", bez obzira na njihovu veličinu ili lokaciju. Danas u američkom slobodnom zidarstvu izraz "masonska dvorana" ponovno dobiva na popularnosti. Ovaj preporod djelomično je potaknut javnom zabludom da slobodni zidari u svojim hramovima obavljaju oblik vjerskog štovanja, što nije slučaj.

## Povijest i razvoj
U ranim godinama slobodnog zidarstva, tijekom 17. i 18. stoljeća, lože su često održavale svoje sastanke u privatnim kućama ili iznajmljenim sobama u gostionicama i dvoranama. Ovakva praksa nije bila idealna jer je svaki put zahtijevala prijevoz, postavljanje i rastavljanje sve složenijih ritualnih elemenata. Zbog tih logističkih izazova, lože su ubrzo počele tražiti stalne prostore isključivo namijenjene slobodnozidarskim aktivnostima, čime su se postepeno razvijali hramovi posvećeni isključivo slobodnom zidarstvu.
Prva masonska dvorana izgrađena je 1765. godine u Marseilleu. Samo desetljeće kasnije, u svibnju 1775., svečano je postavljen kamen temeljac za Freemasons' Hall u Londonu, što je označilo početak trenda koji traje i danas. Ipak, većina loža nije imala dovoljno financijskih sredstava za izgradnju vlastitih zgrada te su iznajmljivale sobe iznad komercijalnih objekata, kao što su hoteli, banke i operne kuće. S razvojem stalnih prostora, izraz "masonski hram" počeo se primjenjivati ne samo na simboličku formaciju hrama već i na fizičko mjesto gdje se održavaju rituali. Tako se pojam proširio na prostorije lože, slično kao i pojam "masonska loža", koji se izvorno odnosio na ljude okupljene na ritualu, ali se kasnije počeo koristiti i za naziv mjesta okupljanja.
Tijekom druge polovice 19. stoljeća, s rastućom popularnošću slobodnog zidarstva, sve je više loža imalo financijske mogućnosti za kupnju ili izgradnju vlastitih objekata. Tome je doprinijela i promjena poreznih zakona, koji su omogućili bratovštinama i dobrotvornim društvima posjedovanje imovine i iznajmljivanje prostora bez poreznih obveza kao komercijalnim vlasnicima. U većim gradovima, gdje je bilo više odsjeka, postalo je isplativo da se više loža udruži i zajednički financira izgradnju ili kupnju zgrada koje su nudile poslovne prostore i prostorije za lože. Prihod od najamnina komercijalnih prostora koristio se za održavanje tih objekata. Ove zgrade često su se nazivale "masonskim hramovima", "masonskim dvoranama" ili "masonskim ložama", osobito u gradovima u kojima su djelovale velike lože.
U manjim gradovima, trend je bio nešto drugačiji. Umjesto izgradnje velikih, impresivnih zgrada, lokalne lože su obično gradile skromnije objekte, s jednim prostorom za najam ili malom dvoranom koja bi se iznajmljivala za javne događaje, a ponekad su se zgrade koristile isključivo za masonske potrebe. U Sjedinjenim Državama, lože u starijim zajednicama često su kupovale povijesne zgrade, poput starih crkava, škola ili domova zajednice. Članovi lože željeli su da njihove prostorije budu povezane s lokalnom povijesti, što je dalo dodatnu simboliku i težinu njihovim sastancima. Takvi objekti također su postali poznati kao "masonski hramovi".
Dvadesete godine 20. stoljeća označile su vrhunac popularnosti slobodnog zidarstva, osobito u Sjedinjenim Državama. Do 1930. godine, više od 12% odraslih muškaraca u SAD-u bili su članovi masonskog bratstva. Tako veliki broj članova omogućio je državnim velikim ložama financijska sredstva za izgradnju zgrada monumentalnih razmjera. Primjeri tog perioda su Daytonski masonski centar i Detroitski masonski hram, koji je ujedno najveći masonski hram na svijetu.
Velika gospodarska kriza imala je snažan utjecaj i na slobodno zidarstvo, kao i na ostatak društva. Umjesto da nastave graditi zgrade, lože su se fokusirale na pružanje pomoći onima u potrebi. Tijekom Drugog svjetskog rata, resursi slobodnih zidara preusmjereni su na podršku ratnim naporima. Iako je tijekom 1950-ih došlo do kratkog oživljavanja masonskog pokreta, antiestablišmentski stavovi 1960-ih i 1970-ih dodatno su smanjili broj članova. Lože su se počele zatvarati ili spajati, a mnoge koje više nisu mogle financijski održavati svoje zgrade prodavale su ih. Mnogi masonski hramovi i dvorane pretvoreni su u prostore za nemasonske svrhe, uključujući komercijalne prostore, hotele, klubove, pa čak i stanove.
Neki članovi loža vratili su se iznajmljivanju soba za svoje aktivnosti, a pojavio se i mali pokret koji zagovara povratak masonskih loža njihovim izvornim korijenima. Pozivaju na otvaranje loža u gostionicama, kao što je to i dalje slučaj u Engleskoj, gdje privatni klubovi i hoteli često imaju posebne prostorije za lože, obično smještene u podrumima, ali ne uvijek.

## Dizajn
Od samih početaka, pravilan dizajn masonskog hrama bio je predmet ozbiljnih rasprava među masonskim znanstvenicima, pri čemu je predložen niz različitih standarda. Iako su postojali pokušaji standardizacije, dizajn masonskih hramova često se značajno razlikuje. Raspored prostorija unutar hrama varira od jedne velike lože do druge, prilagođavajući se specifičnim potrebama različitih loža i korisnika koji koriste prostor.

## Hramovi u Londonu
- Mark Masons' Hall
- Freemasons' Hall